# Fekete-folyó
A Fekete-folyó (angolul Black River) folyó az Amerikai Egyesült Államokban, Ohio államban. Hossza 19 kilométer (a nyugati ággal együtt 68 km), vízgyűjtő területének nagysága 1217 km². Más neveken is ismert: Canesadooharie ("Sok gyöngy folyója").

## Futása
A folyó az Ohio-i Elyria településnél ered, két ág összefolyásából:
- Fekete-folyó keleti ága az ohiobeli Medina megye északnyugati részén ered, két mellékfolyó összefolyásából,
- Fekete-folyó nyugati ága körülbelül 48 kilométer hosszú, Ashland megye északi részén ered, és általában északkeletnek folyik, vízgyűjtő területe 451 km².

Miután Elyriánál összefolytak az ágak, a Fekete-folyó északnak halad, Sheffield után éri el Loraint, ahol belefolyik az Erie-tóba.

## Fordítás
Ez a szócikk részben vagy egészben  a   Black River, Ohio című angol Wikipédia-szócikk ezen változatának fordításán alapul.  Az eredeti cikk szerkesztőit annak laptörténete sorolja fel. Ez a jelzés csupán a megfogalmazás eredetét és a szerzői jogokat jelzi, nem szolgál a cikkben szereplő információk forrásmegjelöléseként.